# Tošio Fukada
Tošio Fukada (深田 敏夫, Fukada Toshio, * 1928) je japonský fotograf aktivní ve 20. století. Jeho fotografie jsou ve sbírce Tokijského muzea fotografie.